# František Pluskal Moravičanský
František Salesiánský Pluskal – Moravičanský z Moravičan (29. ledna 1811 Moravičany – 29. března 1900 Brumov) byl lékař, archeolog, přírodovědec, botanik, historik a spisovatel.

## Biografie
František Salesiánský Pluskal se narodil na severní Moravě v Moravičanech u Mohelnice. Po maturitě na Akademickém gymnáziu odešel do Vídně, kde vystudoval medicínu a v roce 1836 dosáhl hodnosti magistra hojičství a umění porodnického, v roce 1837 ještě očního.
Byl badatelem poměrně širokého záběru a na svou dobu poměrně kvalitním historikem a zároveň pozoruhodný a obdivuhodný autor mnoha historicko-vlastivědných prací, zejména v oblasti řešení velehradské otázky. Též některé poznatky o Keltech jsou v podání Františka Saleše Pluskala Moravičanského neobyčejně přesné.[zdroj?]
V letech 1839–1857 působil v Lomnici u Tišnova, kde se i oženil. Zaměřil se na botanický výzkum kraje. V roce 1856 zpracoval Dějiny botaniky na Moravě. Některé práce psal německy, některé česky, některé souběžně v obou jazycích. Zejména práce psané česky vynikaly vytříbeným jazykem. Mezi jeho další působiště patří Loštice u Mohelnice. Mezi lety 1857 a 1872 působil na Velehradě, kde napsal mnoho historicko-vlastivědných prací. V roce 1887 vydal v Uherském Hradišti Životopisné pomněnky, kde je uvedena bibliografie jeho děl. Jeho posledním působištěm byl Brumov u Valašských Klobouk, kde i zemřel (v roce 1900, podle jiných pramenů 1901).